# Congreso Nacional Democrático (Granada)
El Congreso Nacional Democrático (en inglés: National Democratic Congress), oficialmente Congreso Nacional Democrático de Granada, Carriacou y Pequeña Martinica (en inglés: National Democratic Congress of Grenada, Carriacou and Petite Martinique), abreviado como NDC, es un partido político granadino, de tendencia socialdemócrata y con facciones liberales y socioliberales. Junto con el Nuevo Partido Nacional es uno de los dos principales partidos políticos de Granada, en el marco de un sistema bipartidista.
Fue fundado en 1987, bajo el liderazgo de George Brizan, por un grupo de funcionarios descontentos con el entonces gobernante Nuevo Partido Nacional (NNP). De cara a las elecciones de 1990 concurrió liderado por Nicholas Brathwaite, que había sido jefe de gobierno interino tras la invasión estadounidense de 1983. El NDC ganó por poco las elecciones y formó un gobierno en minoría. Brathwaite dimitió como primer ministro en febrero de 1995 y fue sucedido por Brizan, aunque el partido perdió las elecciones más tarde ese año ante el NNP encabezado por Keith Mitchell y pasó a la oposición. El progresivo retiro de Brizan de la política por problemas de salud a finales de la década sumió al NDC en una serie de profundos conflictos internos, lo que lo llevó a perder todos sus escaños en las elecciones de 1999 y correr riesgo de desaparición. El partido se estabilizó tras la llegada de Tillman Thomas a su liderazgo y comenzó a recuperarse electoralmente, ganando las elecciones de 2008. Sin embargo, nuevas luchas de poder dentro del partido y la crisis financiera global afectaron el gobierno de Thomas y llevaron a que este volviera a perder el poder en 2013, perdiendo todos sus escaños, aunque tres de sus candidatos fueron designados senadores. En las elecciones de 2018 el fenómeno se repitió, con el NDC viéndose completamente fuera del Parlamento.
De cara a las elecciones de 2022, el partido se renovó bajo el liderazgo de Dickon Mitchell, primera persona nacida después de la independencia de Granada en liderar un partido político importante. En los comicios el partido logró mayoría absoluta con 9 de los 15 escaños, retornando al poder. Mitchell asumió como primer ministro el 24 de junio de 2022. En mayo de 2023, la representante de Saint Andrew North West, Delma Thomas, desertó del NNP al NDC, otorgándole al partido una mayoría de dos tercios en la Cámara.
Ideológicamente, el NDC ha variado mucho a lo largo de su historia. En sus orígenes buscó establecerse como una formación liberal fuertemente influenciada por el Partido Demócrata de Estados Unidos. En años recientes, sobre todo desde la llegada de Dickon Mitchell a su liderazgo, el partido ha girado a la izquierda, con un enfoque socialdemócrata y facciones que reivindican el período del Gobierno Popular Revolucionario y a la figura de Maurice Bishop. El NDC también es partidario de que Granada abandone la monarquía y se convierta en una república. Debido a las constantes crisis internas y luchas de liderazgo, el NDC tiene un apoyo mucho menos estable que su principal retador, el NNP, aunque en general es más fuerte en el sur de la isla, fundamentalmente en las parroquias de Saint David y Saint George.

## Resultados electorales
|  | 34.55 % |

|  | 30.59 % |

|  | 25.08 % |

|  | 45.40 % |

|  | 51.17 % |

|  | 40.79 % |

|  | 40.53 % |

|  | 51.84 % |

## Líderes
| Líder | Líder               | Inicio del mandato      | Final del mandato       |
| ----- | ------------------- | ----------------------- | ----------------------- |
|       | George Brizan       | 18 de octubre de 1987   | 30 de enero de 1989     |
|       | Nicholas Brathwaite | 30 de enero de 1989     | 4 de septiembre de 1994 |
|       | George Brizan       | 4 de septiembre de 1994 | 7 de octubre de 2000    |
|       | Tillman Thomas      | 7 de octubre de 2000    | 2 de febrero de 2014    |
|       | Nazim Burke         | 2 de febrero de 2014    | 1 de julio de 2018      |
|       | Joseph Andall       | 1 de julio de 2018      | 3 de noviembre de 2019  |
|       | Franka Bernardine   | 3 de noviembre de 2019  | 31 de octubre de 2021   |
|       | Dickon Mitchell     | 31 de octubre de 2021   | En el cargo             |